# 新川郡
- 令制国一覧 > 北陸道 > 越中国 > 新川郡
- 中部地方 > 日本 > 石川県 > 新川郡

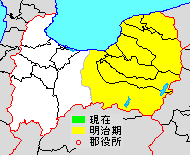
石川県新川郡の範囲

新川郡（にいかわぐん、にいかわのこおり）は、石川県（越中国、現・富山県）にあった郡。
「新川」は常願寺川の古名である。越中国の東半分を占め、神通川を境界として婦負郡に接していた。

## 郡域
現在の富山県のうち、富山市街の一部（旧・婦負郡）を除く神通川以東および、富山市草島・金山新・金山新中・金山新東・金山新西・金山新南・金山新北・羽根・高田および八尾町西神通の一部にあたるが、行政区画として画定されたものではない。

## 歴史
飛鳥時代後期（7世紀後半から8世紀初め）に比定される飛鳥池遺跡から出土した木簡に「高志□新川評石□五十戸大□□目」（□は欠字）とあるのが初見である。
延暦25年（806年）に成立したとされる『万葉集』には「邇比可波」と表記されており、承平年間に編纂された『和名類聚抄』には「邇布加波」とある。婦負郡との境界は明確なものではなく、かつては常願寺川が谷口から西北に流れ、鼬川と赤江川に沿う形で北流し、神通川に合していたと考えられており、その旧流を郡境としたとされる。
江戸時代には神通川付近の一部が富山藩領となり、残りのほとんどが加賀藩（版籍奉還後は金沢藩）領となった。加賀藩側には越中七金山と呼ばれた鉱山群があり、藩の貴重な収入源となっていたことも地域が分割された理由の一つとされる
1871年（明治4年）の廃藩置県により、そのまま富山県・金沢県となり、同年のうちに新川郡・婦負郡・礪波郡の領域をもって一県とし、県庁所在地（新川郡魚津町）の郡名から新川県となった。1876年（明治9年）、新川県は石川県に編入された。1878年（明治11年）の郡区町村編制法により上新川郡・下新川郡の2郡に分割。その後、常願寺川などの石川県の治水行政に関して越中国内での不満が高まる中で分県運動が起こり、1883年（明治16年）5月9日、石川県から再分離されて富山県となった後、1896年（明治29年）の郡制施行の際に上新川郡から中新川郡が分割された。

### 近世以降の沿革
- 幕末時点では、町村制施行後に富山市、上新川郡堀川村、蜷川村、新保村、大久保村、大沢野村（笹津村を除く）、熊野村、大庄村、月岡村、奥田村（粟田村・広田中島村を除く）に属した各村および中屋村、関村、清水村、公文名村（一部）、田畑村、草島村、羽根村、高田村、高田新村が富山藩領、残部が加賀金沢藩領であった。
- 1871年（明治4年）
  - 7月14日 - 廃藩置県により金沢県、富山県の管轄となる。
  - 11月20日 - 第1次府県統合により全域が新川県の管轄となる。
- 1876年（明治9年）4月18日 - 第2次府県統合により全域が石川県の管轄となる。
- 1878年（明治11年）12月17日 - 郡区町村編制法の石川県での施行により、行政区画としての上新川郡、下新川郡が発足。同日新川郡消滅。

## 郷
和名類聚抄には、郡内の10郷が確認される。
- 長谷郷
- 志麻郷
- 石勢郷
- 大荊郷
- 川枯郷
- 丈部郷
- 車持郷
- 鳥取郷
- 布留郷
- 佐味郷

## 式内社
延喜式神名帳には越中国新川郡に以下の7座7社が記載されており、全て小社に列している。
- 神度神社（論社3社。中新川郡上市町森尻 神度神社、下新川郡朝日町平柳 佐味神社、同町宮崎 鹿嶋神社）
- 建石勝神社（魚津市吉島、魚津市立石 建石勝神社古社地 立石大権現）
- 櫟原神社（論社2社。滑川市神明 櫟原神社、滑川市柳原 櫟原神社）
- 八心大市比古神社（黒部市三日市）
- 日置神社（論社2社。中新川郡立山町日中 日置神社、中新川郡立山町目置 日置神社）
- 布勢神社（論社2社。魚津市布施爪 布勢神社、中新川郡立山町芦峅寺 雄山神社中宮祈願殿境内若宮相殿）
- 雄山神社（中新川郡立山町立山峯 峰本社・同町芦峅寺 中宮祈願殿・同町岩峅寺 前立社壇）

## 式外社
日本三代実録に3社が記載されている。
- 新川神社（富山市新庄町）
- 賀積神社（魚津市宮津　宮津八幡宮）
- 新治神社（黒部市生地）

日本紀略に1社が記載されている。
- 脇子神社（下新川郡朝日町横尾　脇子八幡宮）